# Microtydeus beltrani
Microtydeus beltrani är en spindeldjursart som beskrevs av Baker 1944. Microtydeus beltrani ingår i släktet Microtydeus och familjen Tydeidae. Inga underarter finns listade i Catalogue of Life.